# Дружественные числа
Дружественные числа — пара различных натуральных чисел, для которых сумма всех собственных делителей первого числа равна второму числу и наоборот, сумма всех собственных делителей второго числа равна первому числу. То есть, пару натуральных чисел {\displaystyle M,N} называют дружественной, если:
{\displaystyle m_{1}+m_{2}+\ldots +m_{k}=N},
{\displaystyle n_{1}+n_{2}+\ldots +n_{l}=M},
где {\displaystyle m_{1},m_{2},\dots m_{k}} — делители числа {\displaystyle M}, {\displaystyle n_{1},n_{2},\dots n_{l}} — делители числа {\displaystyle N}.
Большой важности для теории чисел эти пары не представляют, но составляют интерес для занимательной математики.
Иногда частным случаем дружественных чисел считаются совершенные числа: каждое совершенное число дружественно себе.
Если учитывать все делители, то {\displaystyle \sigma (M)-M=N} или {\displaystyle \sigma (M)=M+N=\sigma (N)} — другое определение дружественных чисел, эквивалентное основному. Два числа называются дружественной парой, если они имеют одинаковую сумму всех своих делителей, которая равна сумме этих чисел. Аналогично, три числа образуют дружественную тройку, если они имеют одинаковую сумму всех своих делителей, которая равна сумме этих чисел. {\displaystyle \sigma (M)=\sigma (N)=\sigma (K)=M+N+K}.

## История
Дружественные числа были открыты последователями Пифагора; правда, им удалось найти только одну пару дружественных чисел — 220 и 284. Список делителей для 220: 1, 2, 4, 5, 10, 11, 20, 22, 44, 55 и 110, — их сумма равна 284; список делителей для 284: 1, 2, 4, 71 и 142, — и сумма равна 220.
Примерно в 850 году арабский астроном и математик Сабит ибн Курра предложил формулу для нахождения некоторых пар дружественных чисел, с её помощью были найдены две новые пары дружественных чисел:
- 17 296 и 18 416;
- 9 363 584 и 9 437 056.

В XVIII веке Эйлер нашёл достаточный критерий построения пар дружественных чисел, и в его списке было уже 90 пар. Однако критерий охватывает не все пары: например, пара (1184, 1210) ему не подчиняется, и её обнаружили уже в XIX веке. В XX веке компьютеры помогли найти десятки миллионов пар. Но эффективного общего способа нахождения всех таких пар нет до сих пор.

## Первые пары
В Онлайн-энциклопедии целочисленных последовательностей для пар дружественных чисел ведутся несколько последовательностей; отдельно ведётся последовательность сумм чисел в каждой паре, примечательно, что все такие суммы, где слагаемые чётны, вплоть до числа {\displaystyle 1362660800=2^{6}\cdot 5^{2}\cdot 31\cdot 83\cdot 331} (сумма {\displaystyle 666030256} и {\displaystyle 696630544}) делятся на {\displaystyle 9}; также выделена последовательность для дружественных пар, в сумме не делящиеся на {\displaystyle 9}.
Первые пары:
1. 220 и 284 (Пифагор, около 500 до н. э.);
2. 1184 и 1210 (Паганини, 1866);
3. 2620 и 2924 (Эйлер, 1747);
4. 5020 и 5564 (Эйлер, 1747);
5. 6232 и 6368 (Эйлер, 1750);
6. 10 744 и 10 856 (Эйлер, 1747);
7. 12 285 и 14 595 (Браун, 1939);
8. 17 296 и 18 416 (Ибн ал-Банна, около 1300; аль-Фариси, около 1300; Ферма, 1636);
9. 63 020 и 76 084 (Эйлер, 1747);
10. 66 928 и 66 992 (Эйлер, 1750);
11. 67 095 и 71 145 (Эйлер, 1747);
12. 69 615 и 87 633 (Эйлер, 1747);
13. 79 750 и 88 730 (Рольф, 1964).

## Способы построения

### Формула Сабита ибн Курры
Если для натурального числа {\displaystyle n>1} все три числа:
{\displaystyle p=3\times 2^{n-1}-1},
{\displaystyle q=3\times 2^{n}-1},
{\displaystyle r=9\times 2^{2n-1}-1},
являются простыми, то числа {\displaystyle 2^{n}pq} и {\displaystyle 2^{n}r} образуют пару дружественных чисел.
Эта формула даёт пары (220, 284), (17 296, 18 416) и (9 363 584, 9 437 056) соответственно для {\displaystyle n=2,\;4,\;7}, но больше никаких пар дружественных чисел, которые могли бы быть получены по этой формуле для {\displaystyle n<20~000}, не существует.

### Формула Эйлера
Эйлер расширил формулу ибн Курры — если для натуральных {\displaystyle n>m} все три числа:
{\displaystyle p=(2^{n-m}+1)\times 2^{m}-1},
{\displaystyle q=(2^{n-m}+1)\times 2^{n}-1},
{\displaystyle r=(2^{n-m}+1)^{2}\times 2^{m+n}-1},
являются простыми, то числа {\displaystyle 2^{n}pq} и {\displaystyle 2^{n}r} образуют пару дружественных чисел.
Формула ибн Курры получается из формулы Эйлера подстановкой {\displaystyle m=n-1}. Формула Эйлера добавила к списку дружественных чисел всего 2 пары: {\displaystyle (m,n)=(1,8),(29,40)}.

### Метод Вальтера Боро
Если для пары дружественных чисел вида {\displaystyle A=au} и {\displaystyle B=as} числа {\displaystyle s} и {\displaystyle p=u+s+1} являются простыми, причём {\displaystyle a} не делится на {\displaystyle p}, то при всех натуральных {\displaystyle n}, при которых оба числа {\displaystyle q_{1}=(u+1)p^{n+1}-1} и {\displaystyle q_{2}=(u+1)(s+1)p^{n}-1} просты, числа {\displaystyle B_{1}=Ap^{n}q_{1}} и {\displaystyle B_{2}=ap^{n}q_{2}} — дружественные.

## Открытые проблемы
Неизвестно, конечно ли или бесконечно количество пар дружественных чисел. На апрель 2016 года известно более 1 000 000 000 пар дружественных чисел. Все они состоят из чисел одинаковой чётности.
Неизвестно, существует ли чётно-нечётная пара дружественных чисел.
Также неизвестно, существуют ли взаимно простые дружественные числа, но если такая пара дружественных чисел существует, то их произведение должно быть больше 1067.

## Проект BOINC
30 января 2017 года запущен проект распределённых вычислений на платформе BOINC — Amicable Numbers. Поиск дружественных чисел осуществляется как с помощью расчётов на процессоре, так и на видеокарте.